# 顾恺之
顧愷之（約348年—409年），字長康，东晋人，是一位出身晉陵無錫（今江蘇無錫）的畫家與官員，以其人物畫作品著稱。

## 生平
出生年份没有记载。约364年在建康为瓦官寺画维摩诘像，引起轰动。366年当上大司马参军，392年为殷仲堪参军，405年升为散骑常侍。
顾恺之多才，工诗赋，善书法，被时人称为“才绝、画绝、痴绝”，他的画线条连绵流畅，如“春蚕吐丝”。著有《论画》、《魏晋胜流画赞 (摹搨妙法)》和《画云台山记》(唐張彥遠歷代名畫記抄錄以傳)，提出“以形写神”、“尽在阿堵中”的传神理论。其陆探微、张僧繇合称“六朝三大家”。

## 繪畫
顾恺之画迹甚多，有《司马宣王像》《谢安像》《刘牢之像》《王安期像》《阮脩像》《阮咸像》《晋帝相列像》《司马宣王并魏二太子像》《桂阳王美人图》《荡舟图》《虎豹杂鸷鸟图》《凫雁水鸟图》《庐山会图》《水府图》《行三龙图》《夏禹治水图》等。传世作品有《女史箴图》、《列女仁智图》卷、《洛神赋图》卷。

### 女史箴图
《女史箴图》长卷，傳顧愷之的作品，現剩唐(8世紀)絹臨本藏於大英博物館，原為清宮藏畫，在英法聯軍火燒圓明園時被搶劫到英國。另宋代白描紙臨本（一說為李公麟筆）於北京故宮博物院藏。
晉惠帝時，賈后專權善妒，當時大文學家張華作《女史箴》一文來諷刺她，並借此教育宮廷婦女。顧愷之根據張華原作的主要內容作畫内容是所谓妇女应遵守的清规戒律。一共12段(現剩9段)，每段包含一个古代宫廷女人的“模范”故事，并在每段前面自己抄录张华的一段赋。唐人摹本上面盖满了从8世纪起，历代收藏家和皇帝的印章，后面有金章宗和清朝乾隆皇帝的以及其他人的题跋和乾隆皇帝亲自画的一束兰花。画后有顾恺之自己的签字，这幅画可能是世界上最早的有画家签字的画（签字是否后人所加有争议）。人物線條圓轉，後人稱之為「春蠶吐絲」，又叫「高古游絲描」，技法上受篆書影響。氣味古樸，其用筆的功力，線條的質量，都是後人很難達到的。
女史箴图于1900年八国联军进攻北京时被一名不知情的印度英兵（一說是英军大尉基勇松）為了玉畫扣從某貴婦廉價買下，1903年僅以二十五英鎊賣給大英博物馆。前两段已经流失。大英博物馆曾经请日本专家进行修复，為了不使畫作在捲動的過程當中受損，修復後只供摊平展览。

### 洛神賦圖
現剩两幅宋朝人临摹的《洛神賦圖》，是根据曹植的洛神賦画的，画中曹植和随从在岸上遥望水上飘逸窈窕的洛神和各种神仙怪物。其中一幅现藏北京故宫博物院，另一幅被末代皇帝溥仪卷逃到东北，日本投降后散落民间，后被辽宁博物馆收藏。

### 列女仁智图
《列女传》是汉代的名儒家學者刘向所写。顾恺之以绘画的方式传达了书中列女的故事。《列女仁智图》是宋人摹本。但仔细端详，保留了顾恺之过人的画技。现存《列女仁智图》仅余二十八个人物。在顾恺之的笔下，画卷中人物的神态、气质、身份被描绘得生动有趣，恰如其分。顾恺之对生活观察十分细致。这样才可以将每一个人物的神态、气质描绘得如此传神。《列女仁智图》省掉背景平列人像的画法，是汉代同类题材大多采用的画法，称作"平列构图布局法"。顾恺之的画技，通过人物的姿态表情，使平摆浮搁的人物之间有了内在联系。现藏北京故宫博物院。

### 斫琴图/斲琴图
《斫琴图/斲琴图》传为顾恺之之宋摹絹本。此图描绘古代文人学士制琴的场景。畫中有14人，或斷板、或制弦、或試琴、或旁觀指揮，還有幾位侍者（或學徒）執扇或捧場，但从画面的空间布局上看，工艺流程的先后次序不明显，而且人物之间的关系也缺乏确定性与连续性。由于没有具体的历史故事背景，也没有相关的文字说明，因此很可能是脱离文字的故事性而强调人物的各自特征。在古代的长卷人物画中，通常都注重故事的敷演，表达一定的伦理道德观念。此画恰在这一点上忽略不计。此图虽不及《洛神赋图》有名，及具代表性，但在风格特征上仍凸现出顾恺之的千古一绝。現藏北京故宮博物院。

## 延伸阅读
[在维基数据编辑]
 在维基文库阅读此作者作品（ 在维基共享资源阅览影像、分类）
 《晉書/卷092》，出自房玄齡《晉書》
 《南史·卷35》，出自李延壽《南史》

## 外部連結
- 顧愷之 - 視覺素養學習網 （页面存档备份，存于）
- 顧愷之 - 國立新竹教育大學